# Vera (Gerichtsbezirk)
Der Gerichtsbezirk Vera ist einer der acht Gerichtsbezirke in der Provinz Almería.
Der Bezirk umfasst 10 Gemeinden auf einer Fläche von 924,42 km² mit dem Hauptquartier in Vera.

## Gemeinden
| Gemeinde             | Einwohner (2024) | Fläche km² | Dichte Einw./km² | Cod INE | Postleitzahl        |
| -------------------- | ---------------- | ---------- | ---------------- | ------- | ------------------- |
| Antas                | 3.450            | 99,14      | 35               | 04016   | 04628               |
| Bédar                | 976              | 46,72      | 21               | 04022   | 04288               |
| Carboneras           | 8.441            | 95,46      | 88               | 04032   | 04140               |
| Cuevas del Almanzora | 15.246           | 264,83     | 58               | 04035   | 04610, 04616, 04619 |
| Los Gallardos        | 3.071            | 34,93      | 88               | 04048   | 04280               |
| Garrucha             | 10.603           | 7,68       | 1.381            | 04049   | 04630               |
| Lubrín               | 1.428            | 138,13     | 10               | 04059   | 04271               |
| Mojácar              | 7.517            | 71,54      | 105              | 04064   | 04638               |
| Turre                | 4.209            | 107,96     | 39               | 04093   | 04639               |
| Vera                 | 19.488           | 58,03      | 336              | 04100   | 04620, 04621        |
| Gerichtsbezirk Vera  | 74.429           | 924,42     | 81               | –       | –                   |